# Augenstielablation

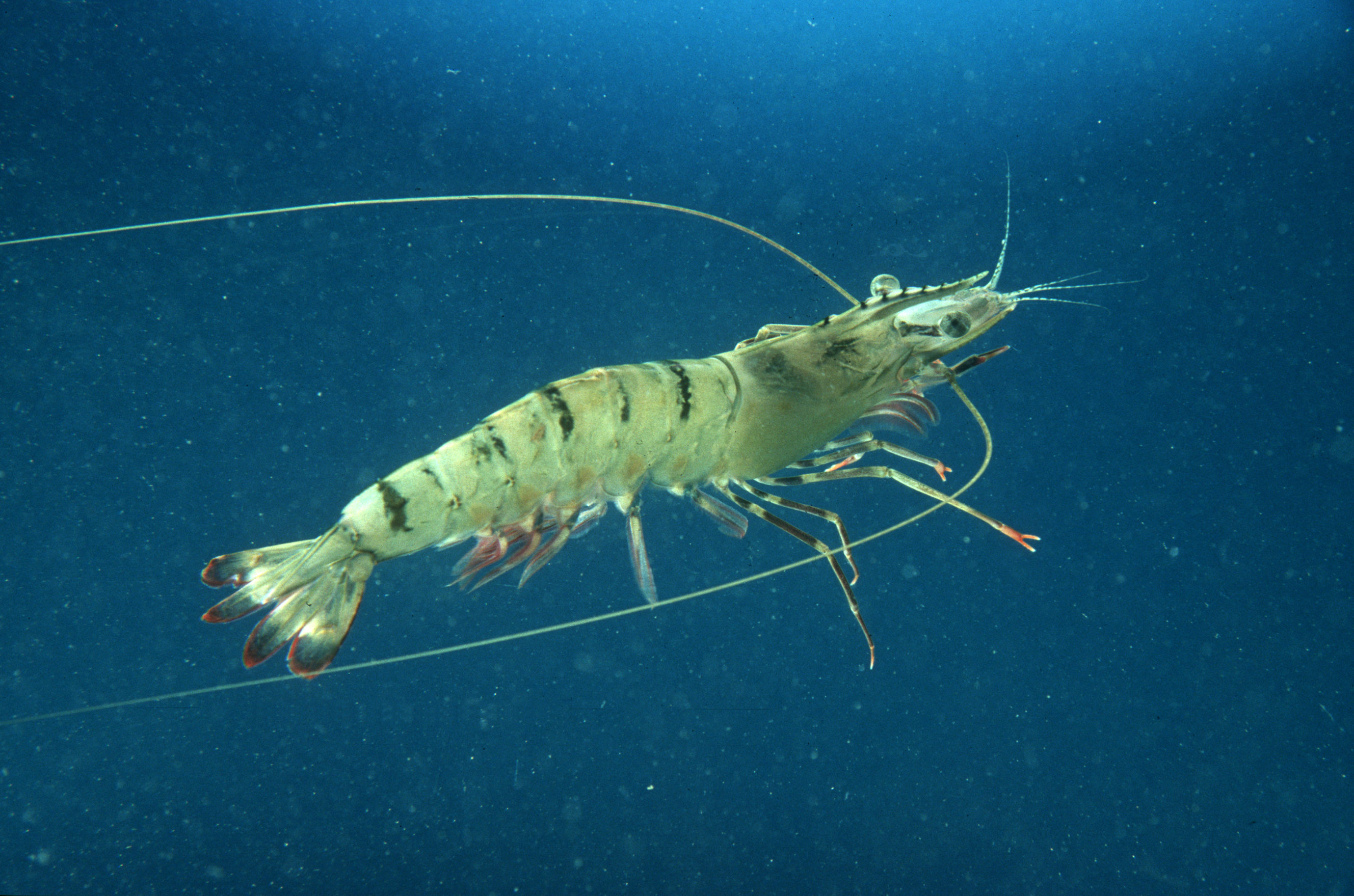
Die Augenstiele weiblicher Krabben werden häufig entfernt, um die Fertilität zu steigern

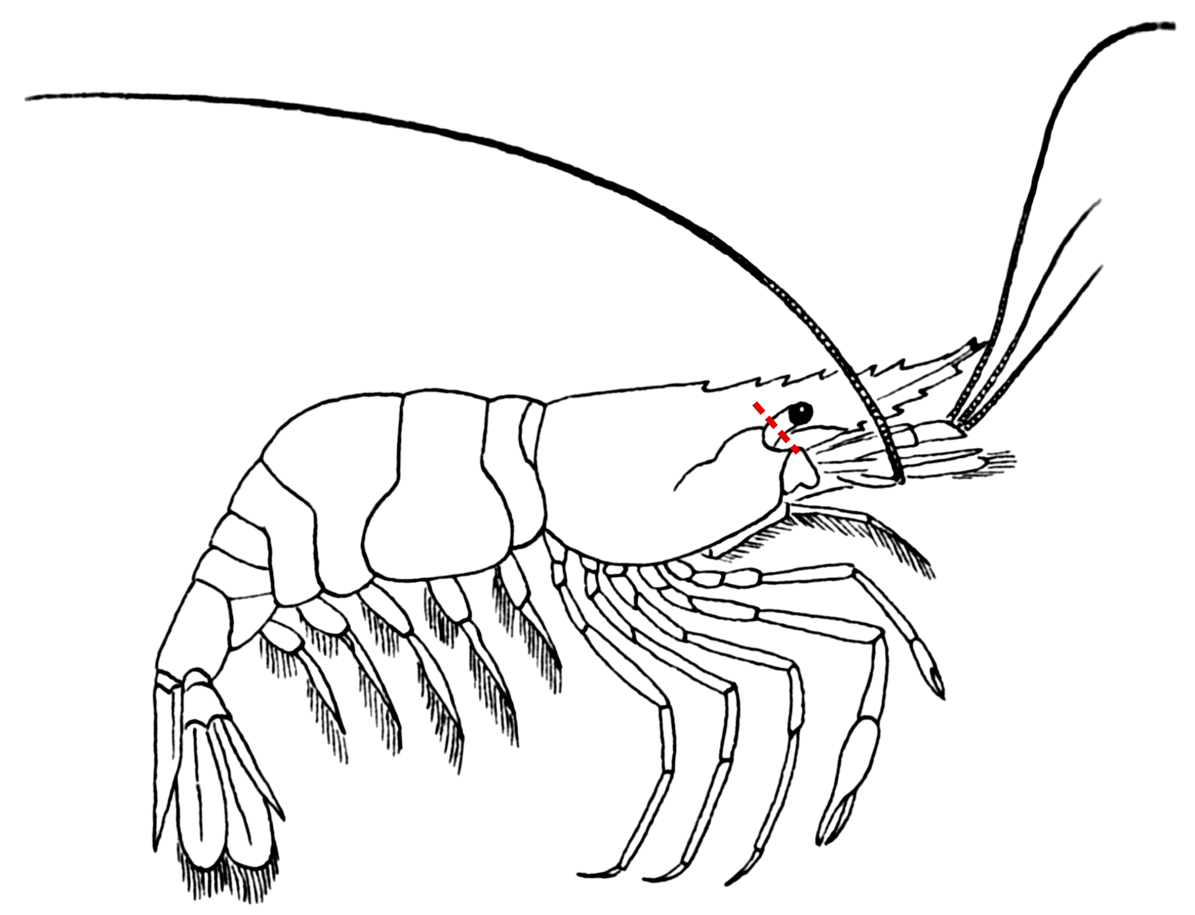
Die rot gepunktete Linie markiert die Stelle, an der die Augenstiele abgetrennt oder gekautert werden

Augenstielablation ist die Entfernung eines (unilateral) oder beider (bilateral) Augenstiele eines Krebstiers. Sie wird routinemäßig bei weiblichen Krabben (oder weiblichen Garnelen) durchgeführt, um die Fertilität zu steigern. Das Ziel der Ablation ist, die Entwicklung reifer Ovarien und von Brut zu stimulieren.
Die Haltungsbedingungen in Gefangenschaft führen bei vielen weiblichen Tieren dazu, dass sich keine reifen Ovarien entwickeln können. Die Entfernung der Augenstiele führt zu einer erhöhten Eiproduktion und erhöht den Anteil weiblicher Individuen einer Population, die an der Reproduktion teilnehmen, weshalb das Prozedere auch unter Haltungsbedingungen, die das Reifen der Ovarien und die Produktion von Laich ermöglichen würde, durchgeführt wird. Nachdem einem Weibchen die Augenstiele entfernt wurden, wird die Entwicklung der Ovarien üblicherweise innerhalb von 3 bis 10 Tagen abgeschlossen.
Die meistverbreitete Theorie, warum das Entfernen der Augenstiele zu dem beschriebenen Effekt führt, ist, dass das Gonad Inhibitory Hormone (GIH) in den neurosekretorischen Komplexen der Augenstiele gebildet werde. Dieses Hormon wird in der Natur außerhalb der Paarungszeit gebildet, während es in der Paarungszeit nicht oder nur in geringen Konzentrationen vorhanden ist. Krabben in Gefangenschaft entwickeln keine funktionsfähigen, reifen Ovarien, da ihre GIH-Spiegel in der Hämolymphe erhöht sind. Die Augenstielablation senkt den Gehalt an GIH.
Die Entfernung der Augenstiele hat nicht nur Einfluss auf den GIH-Spiegel, sondern auch diverse weitere Auswirkungen auf physiologische Prozesse.
Eine weitere Hypothese besagt, dass durch die Augenstielablation die Wahrnehmung der Lichtintensität gesenkt wird, was zur Reifung der Ovarien führt.
Bei der Art Fenneropenaeus merguiensis fördert eine niedrige Lichtintensität die Reifung der Ovarien und die Bildung von Laich.
Der exakte Mechanismus, wie die Entfernung der Augenstiele die Entwicklung der Ovarien beeinflusst, ist noch nicht vollständig geklärt.
Dieses Prozedere wurde vielfach von Tierschutzorganisationen kritisiert, da die Entfernung oft ohne vorhergehende Anästhesie durchgeführt wird und die resultierende schlechtere Sehfähigkeit vermehrt zu Stress bei den betroffenen Tieren führt.
In Europa ist Augenstielablation für biologische Produktion verboten. Seit 2016 setzt auch Seajoy, einer der großen zentralamerikanischen Produzenten von Premiumshrimps, keine Augenstielablaton mehr ein.
Schwarze Tigergarnelen (Penaeus monodon) können ihre Augenstiele innerhalb von sechs Monaten vollständig regenerieren.